# Nordströmita
La nordströmita és un mineral de la classe dels sulfurs. Rep el nom en honor de T. Nordström (1843–1920), enginyer de mines suec que va estudiar per primera vegada les sulfosalts de Falun.

## Característiques
La nordströmita és una sulfosal de fórmula química CuPb₃Bi₇(Se₄S₁₀). Va ser aprovada com a espècie vàlida per l'Associació Mineralògica Internacional l'any 1978. Cristal·litza en el sistema monoclínic. La seva duresa a l'escala de Mohs es troba entre 2 i 2,5.
Segons la classificació de Nickel-Strunz, la nordströmita pertany a «02.JB: Sulfosals de l'arquetip PbS, derivats de la galena, amb Pb» juntament amb els següents minerals:diaforita, cosalita, freieslebenita, marrita, cannizzarita, wittita, junoïta, neyita, nuffieldita, proudita, weibul·lita, felbertalita, rouxelita, angelaïta, cuproneyita, geocronita, jordanita, kirkiïta, tsugaruïta, pillaïta, zinkenita, scainiïta, pellouxita, chovanita, aschamalmita, bursaïta, eskimoïta, fizelyita, gustavita, lil·lianita, ourayita, ramdohrita, roshchinita, schirmerita, treasurita, uchucchacuaïta, ustarasita, vikingita, xilingolita, heyrovskýita, andorita IV, gratonita, marrucciïta, vurroïta i arsenquatrandorita.

## Formació i jaciments
Va ser descoberta a la mina Falun, situada a la localitat de Falun, dins el comtat de Dalarna, a Suècia. També ha estat descrita al dipòsit Moldava, al districte de Teplice (República Txeca) i a les muntanyes Johnny Lyon, al comtat de Cochise (Arizona, Estats Units). Aquests tres indrets són els únics de tot el planeta on ha estat descrita aquesta espècie mineral.